# ジェフリー・ライナー
ジェフリー・ライナー（Jeffrey Reiner）は、アメリカ合衆国の映画監督、脚本家、プロデューサー、テレビ監督。

## 作品

### 映画
- ブラッド&コンクリート Blood & Concrete(1991) - 監督
- トラブル・バウンド/復讐の銃弾 Trouble Bound(1993) - 監督
- 超常殺人者2　Serpent's Lair(1995) - 監督

### テレビ映画
- ダークリング The Darklings(1999) - 監督
- エボリューション・チャイルド Evolution's Child(1999) - 監督
- バウンティ・ハンター 母娘賞金稼ぎ The Huntress:(2000) - 監督
- 悪魔の監禁TV The Real World Movie: The Lost Season(2001) - 監督
- ジョーズ 恐怖の12日間 12 Days of Terror(2005) - 脚本

### テレビドラマ
- パワーレンジャー Mighty Morphin Power Rangers(1993) - 監督※ジェフ・ライナー名義
- 新・刑事コロンボ／殺意のナイトクラブ Columbo(2003) - 監督
- THE EVENT/イベント The Event(2010 - 2011) - 製作総指揮、監督
- アウェイク 〜引き裂かれた現実 Awake(2012) - 製作総指揮、監督
- HOMELAND Homeland(2013) - 監督
- HELIX -黒い遺伝子- Helix(2014) - 製作総指揮、監督
- 12モンキーズ (テレビドラマ) 12 Monkeys(2015) - 製作総指揮、監督
- FARGO/ファーゴ Fargo (2015) - 監督
- フィリップ・K・ディックのエレクトリック・ドリームズ Philip K. Dick's Electric Dreams (2017) - 監督
- ハイ・フィデリティ High Fidelity (2020) - 製作総指揮、監督